# Masamune-kun's Revenge
Masamune-kun's Revenge (政宗くんのリベンジ, Masamune-kun no Ribenji, litt. « La Vengeance de Masamune-kun ») est une série de manga japonais écrite par Hazuki Takeoka et dessinée par Tiv,. L'histoire suit la comédie romantique d'un jeune lycéen nommé Masamune Makabe qui cherche à se venger d'Aki Adagaki, une jeune fille qui l'a humilié dans son enfance.
Elle est prépubliée dans le Monthly Comic Rex d'Ichijinsha entre octobre 2012 et juin 2018, ; la série compte au total treize volumes tankōbon principaux et un secondaire,. Une version française sera éditée par Meian à partir de janvier 2021,. Une série dérivée se déroulant après la fin de l'histoire principale est publiée dans le magazine par les mêmes auteurs entre septembre 2018 et janvier 2019,.
Une adaptation en série télévisée d'animation par le studio Silver Link est diffusée pour la première fois au Japon entre janvier et mars 2017,. Une deuxième saison est en cours de production.

## Synopsis
Durant son enfance, Masamune Makabe souffre à cause d'Aki Adagaki, une belle fille issue d'une riche famille, qui le surnomme « Porcelet » en raison de son apparence dodue. Cherchant à se venger contre son bourreau, Masamune travaille dur pour se perfectionner et devient un bel adolescent, bien que narcissique, à son entrée dans le secondaire.
Rencontrant à nouveau Aki, Masamune prépare sa vengeance en s'appuyant sur la domestique de cette dernière, Yoshino Koiwai. Il se rapproche pas à pas d'elle avec l'intention de lui briser le cœur le moment venu. Cependant, alors que leur amitié commence à se développer, Masamune remet en question son plan sournois. Désire-t-il réellement faire du mal à celle qui se moquait de son physique ?

## Personnages

### Personnages principaux
Masamune Makabe (真壁 政宗, Makabe Masamune)
Voix japonaise : Natsuki Hanae,, voix française : Tom Trouffier,
Masamune Makabe est le personnage principal de la série. C'est un beau garçon, mais il était jadis un garçon grassouillet dont les gens aimaient se moquer. Dans son enfance, il se lie d'amitié avec Aki Adagaki, mais a été brutalement rejeté par elle après s'être confessé et surnommé « Porcelet » (豚足, Tonsoku, litt. « pied de cochon »), lui faisant subir plusieurs régimes alimentaires et d'entraînement et a également changé son nom de famille grâce à son grand-père. Il s'est également engagé à se venger d'Aki ; planifiant de la faire tomber amoureuse de lui pour ensuite la rejeter cruellement — appelant ça, le plan « Mort ou Amour ».
Aki Adagaki (安達垣 愛姫, Adagaki Aki)
Voix japonaise : Ayaka Ōhashi,, voix française : Adeline Chetail,
Aki est une fille belle et riche connue pour son traitement brutal des hommes, lui gagnant le surnom de « Princesse Cruelle » (残虐 姫, Zangyaku Hime). Huit ans auparavant, elle aurait rejeté Masamune-kun et lui aurait donné le surnom de « Porcelet », ce qui a conduit à sa transformation et à son engagement à se venger. Elle a un appétit énorme, souvent montré par sa domestique achetant plusieurs repas entiers au déjeuner pour elle, même après en avoir consommé cinq ou six. Celle-ci affirme que la graisse est un symbole de richesse, ce qui insinue que les garçons grassouillets sont son type. On apprend que la haine d'Aki envers les hommes est dû à son coup de cœur — s'avérant être Masamune — qui est soudainement parti sans un mot, la laissant le cœur brisé. Elle a affirmé n'avoir jamais surnommé Masamune, « Porcelet » premièrement, et n'a jamais entendu parler de ce surnom auparavant.
Yoshino Koiwai (小岩井 吉乃, Koiwai Yoshino)
Voix japonaise : Inori Minase,, voix française : Émilie Marié,
Yoshino est la domestique et la suiveuse d'Aki. Elle semble être une fille maladroite. Cependant, sous cette apparence étourdi et timide, elle est en fait extrêmement trompeuse et froide, capable de berner et de blesser Aki sans une seconde pensée. Contrairement à Aki, Yoshino gagne facilement du poids à cause des sucreries. Il a été révélé, plus tard, que Yoshino s'était déguisé en Aki huit ans auparavant, a rejeté Masamune, et lui a donné le surnom de « Porcelet » en raison de sa jalousie de l'affection qu'Aki avait pour lui. Elle a regretté cela et a tenté de se pardonner de ce qu'elle a fait après qu'elle et Masamune se sont réunis au lycée.
Neko Fujinomiya (藤ノ宮 寧子, Fujinomiya Neko)
Voix japonaise : Suzuko Mimori,, voix française : Clotilde Verry
Neko Fujinomiya est une fille mignonne, joyeuse et riche qui a changé d'école après que Makabe « l'ait aidé » et est tombée amoureuse de lui. Étant donné qu'elle a un corps fragile, elle a besoin de consommer beaucoup de médicaments, quoiqu'elle fasse souvent des blagues à ce sujet. En raison de son habitude de ne pas porter de culotte, Aki et Yoshino l'ont surnommé « l'exhibitionniste ». Après avoir été rejetée, l'état de santé de Neko s'est aggravé et elle a subi une chirurgie à l'étranger, puis est revenue avec une meilleure santé.
Kanetsugu Gasō (雅宗 兼次, Gasō Kanetsugu)
Voix japonaise : Mitsuki Saiga,
Un lycéen enrobé qui prétendait être « Masamune » — l'ami d'enfance d'Aki dans le passé. Gasō s'avère être une fille qui se faisait passer pour un homme, en se déguisant en Masamune elle pensait pouvoir intégrer la famille Adagaki, dû à un problème d'argent que sa famille fait face et à sa petite-sœur malade.

### Personnages secondaires

#### La famille de Masamune
Kinue Hayase (早瀬 絹江, Hayase Kinue)
Voix japonaise : Yui Ogura,, voix française : Sarah Barzyk,
La mère de Masamune qui agit et ressemble à une enfant.
Chinatsu Hayase (早瀬 千夏, Hayase Chinatsu)
Voix japonaise : Asuka Ōgame (ja),, voix française : Coralie Coscas,
La petite sœur de Masamune qui est souvent vue en train de manger de la nourriture essentiellement haute en calories, mais contrairement à son frère, cela ne la préoccupe pas car elle ne semble pas prendre de poids.

#### Lycée privée Yasaka
Tae Futaba (双葉 妙, Futaba Tae)
Voix japonaise : Azusa Tadokoro (ja),, voix française : Diane Kristanek
La déléguée de la classe de Masamune qui adore les BL et a prétendu avoir confessée ses sentiments à Masamune une fois, mais a été rejetée.
Kojūrō Shuri (朱里 小十郎, Shuri Kojūrō)
Voix japonaise : Saori Hayami,, voix française : Marion Gress,
Le meilleur ami de Masamune ressemblant à une fille, mais c'est un garçon. Il a un petit béguin pour Neko.
Kaneko Sonoka (金子園香, Sonoka Kaneko)
Voix japonaise : Mariya Ise, voix française : Alice Eulry,
Une des admiratrices d'Aki. Elle est la vice-présidente du conseil des élèves.
Kikune Kiba (木場菊音, Kiba Kikune)
Voix japonaise : Kanae Itō voix française Sarah Barzyk
Une des admiratrices d'Aki qui porte un short sous sa jupe. Elle devient une admiratrice d'Aki après qu'elle a cruellement rejeté un aîné qui ne se bat jamais à la loyale.
Mari Mizuno (水野 鞠, Mizuno Mari)
Voix japonaise : Satomi Satō, voix française : Sarah Gevart
Une des admiratrices d'Aki portant des lunettes.

#### Autre
Muriel Besson (ミュリエル・ベッソン, Myurieru Besson)
Une jeune française blonde rêvant de devenir une mangaka que Masamune et Aki rencontre lors d'un voyage scolaire à Paris.

## Productions et supports

### Manga
Le scénariste japonais Hazuki Takeoka et l'artiste coréenne Tiv ont commencé à publier le manga à partir du numéro de décembre 2012 du magazine de shōnen manga d'Ichijinsha, Monthly Comic Rex, paru le 27 octobre 2012,. Annoncé dans le numéro de juin 2018 du Comic Rex, publié en avril 2018, la série s'est conclue avec le dernier chapitre publié le 27 juin 2018,. Au total, onze volumes tankōbon sont édités entre avril 2013 et juillet 2018,, dix reliant l'histoire principale et un autre reliant des histoires secondaires non prépubliées dans le magazine,.
Annoncée dans le numéro d'octobre 2018 du Monthly Comic Rex, sorti le 27 août 2018, Hazuki Takeoka et Tiv ont lancé une nouvelle série d'histoires dérivées qui suivent les personnages de la série après la fin de l'histoire principale. Intitulée Masamune-kun no Revenge after school (政宗くんのリベンジafter school), elle a débuté dans le numéro de novembre 2018, sorti le 27 septembre 2018,. Tiv a ajouté sur Twitter qu'il s'agit d'une courte série. Le dernier chapitre est publié dans le numéro de mars 2019, paru le 26 janvier 2019,. Les chapitres sont rassemblés et édités dans un volume tankōbon unique publié en avril 2019 par Ichijinsha. Un chapitre spécial est publié dans le numéro d'octobre 2020, sorti le 27 août 2020 ; celui-ci porte sur la relation entre Masamune et Aki après le dernier chapitre de la série.
L'éditeur nord-américain Seven Seas Entertainment a annoncé en septembre 2015 la publication d'une version anglaise de la série pour juin 2016. En novembre 2020, la maison d'édition Meian a annoncé l'acquisition de la licence du manga pour une version française, dont les deux premiers volumes sont prévus pour janvier 2021,.
Un spin-off intitulé Masamune-kun no Re○○○ (Nantoka) (政宗くんのリ○○○（なんとか）, Masamune-kun no Ri○○○ (Nantoka), « La Ven○○○ (en quelque sorte) de Masamune-kun ») est dessiné par Yūki Shinichi et est publié dans le Monthly Comic Rex du numéro de novembre 2016 au numéro d'avril 2017, respectivement paru le 27 septembre 2016 et le 27 février 2017. Celui-ci a été compilé en un seul volume tankōbon.

#### Liste des volumes

##### Masamune-kun's Revenge
| no                                                                                          | Japonais                                                                         | Japonais          | Japonais                                                                  | Français         | Français          |
| no                                                                                          | Titre                                                                            | Date de sortie    | ISBN                                                                      | Date de sortie   | ISBN              |
| ------------------------------------------------------------------------------------------- | -------------------------------------------------------------------------------- | ----------------- | ------------------------------------------------------------------------- | ---------------- | ----------------- |
| 1                                                                                           | Masamune-kun no Revenge (1) (政宗くんのリベンジ (1))                             | 27 avril 2013     | 978-4-7580-6372-2                                                         | 21 janvier 2021  | 978-2-38275-000-1 |
| 2                                                                                           | Masamune-kun no Revenge (2) (政宗くんのリベンジ (2))                             | 27 juillet 2013   | 978-4-7580-6403-3                                                         | 21 janvier 2021  | 978-2-38275-001-8 |
| 3                                                                                           | Masamune-kun no Revenge (3) (政宗くんのリベンジ (3))                             | 27 mars 2014      | 978-4-7580-6432-3                                                         | 24 mars 2021     | 978-2-38275-002-5 |
| 4                                                                                           | Masamune-kun no Revenge (4) (政宗くんのリベンジ (4))                             | 27 septembre 2014 | 978-4-7580-6471-2                                                         | 24 juin 2021     | 978-2-38275-002-5 |
| 5                                                                                           | Masamune-kun no Revenge (5) (政宗くんのリベンジ (5))                             | 27 avril 2015     | 978-4-7580-6497-2                                                         | 18 novembre 2021 | 978-2-38275-004-9 |
| 6                                                                                           | Masamune-kun no Revenge (6) (政宗くんのリベンジ (6))                             | 27 novembre 2015  | 978-4-7580-6552-8                                                         | 23 février 2022  | 978-2-38275-005-6 |
| 7                                                                                           | Masamune-kun no Revenge (7) (政宗くんのリベンジ (7))                             | 27 juin 2016      | 978-4-7580-6590-0                                                         | 3 juin 2022      | 978-2-38275-005-6 |
| 8                                                                                           | Masamune-kun no Revenge (8) (政宗くんのリベンジ (8))                             | 27 janvier 2017,  | 978-4-7580-6641-9 (édition régulière) 978-4-7580-6642-6 (édition limitée) | —                |                   |
| 0                                                                                           | Masamune-kun no Revenge (0) (政宗くんのリベンジ 0巻)                             | 27 avril 2017     | 978-4-7580-6650-1                                                         | —                |                   |
| Note : Il s'agit d'une collection d'histoires secondaires non prépubliées dans le magazine. |                                                                                  |                   |                                                                           |                  |                   |
| 9                                                                                           | Masamune-kun no Revenge (9) (政宗くんのリベンジ (9))                             | 5 février 2018,   | 978-4-7580-6706-5 (édition régulière) 978-4-7580-6707-2 (édition limitée) | —                |                   |
| 10                                                                                          | Masamune-kun no Revenge (10) (政宗くんのリベンジ (10))                           | 27 juillet 2018,  | 978-4-7580-6730-0 (édition régulière) 978-4-7580-6731-7 (édition limitée) | —                |                   |
| EXTRA : L'édition limitée comporte un OAD,.                                                 |                                                                                  |                   |                                                                           |                  |                   |
| 11                                                                                          | Masamune-kun no Revenge (11) after school (政宗くんのリベンジ (11) after school) | 26 avril 2019     | 978-4-7580-6799-7                                                         | —                |                   |
| 12                                                                                          | Masamune-kun no Revenge (12) engagement (政宗くんのリベンジ (12) -engagement-)   | 27 juillet 2023   | 978-4-75808-436-9                                                         | —                |                   |
| 13                                                                                          | Masamune-kun no Revenge (13) engagement (政宗くんのリベンジ (13) -engagement-)   | 26 décembre 2023  | 978-4-75808-463-5                                                         | —                |                   |

##### Masamune-kun no Re○○○
| no | Japonais       | Japonais          |
| no | Date de sortie | ISBN              |
| -- | -------------- | ----------------- |
| 1  | 27 mars 2013   | 978-4-7580-6651-8 |

### Light novel
Une adaptation en light novel par Hazuki Takeoka, avec les illustrations de Tiv, a été publiée par Ichijinsha en un volume unique le 20 décembre 2013  (ISBN 978-4-7580-4509-4).

### Anime
Le 23 juin 2016, l'éditeur Ichijinsha a annoncé que la série recevrait une adaptation de série télévisée d'animation via la création d'un site web dédié,,. Celle-ci est réalisée par Mirai Minato au studio d'animation Silver Link, avec Michiko Yokote et Kento Shimoyama pour le scénario, et Yuki Sawairi pour les chara-designs,. Toshiki Kameyama est le réalisateur sonore de la série tandis que Lantis a produit la musique. Elle a été diffusée pour la première fois au Japon entre le 5 janvier et le 23 mars 2017 sur Tokyo MX, SUN et KBS, et un peu plus tard sur AT-X et BS Fuji,. La série est composée de 12 épisodes répartis dans six coffrets Blu-ray/DVD.
Crunchyroll diffuse la série en simulcast dans le monde entier, excepté en Asie. Depuis le 30 juin 2023, la plateforme propose également une version française de la série, celle-ci est dirigée par Stéphane Marais,, par des dialogues adaptés de Sébastien Montagne,.
Le générique d'introduction, Wagamama Mirror Heart (ワガママMIRROR HEART, litt. « Reflet égoïste d'un cœur ») est interprété par Ayaka Ohashi, et le générique de fin, chanté par ChouCho, s'intitule Elemental World alors que la version d'AT-X est le titre Manazashi Silent (まなざしサイレント, Manazashi Sairento, litt. « Regard silencieux ») chanté par Mimori Suzuko sous le nom de son personnage Neko Fujinomiya.
Révélé en février 2018, un OAD est publié avec l'édition limitée du 10e volume du manga le 27 juillet 2018,, ; celui-ci est un épilogue dont l'histoire se déroule après le dernier chapitre du manga, publié le 27 juin 2018.
En avril 2022, une seconde saison pour la série d'animation est annoncée. Elle a été diffusée entre juillet et septembre 2023.

#### Liste des épisodes
| No                                                  | Titre français                                                                     | Titre japonais                                                 | Titre japonais                                                            | Date de 1re diffusion |
| No                                                  | Titre français                                                                     | Kanji                                                          | Rōmaji                                                                    | Date de 1re diffusion |
| --------------------------------------------------- | ---------------------------------------------------------------------------------- | -------------------------------------------------------------- | ------------------------------------------------------------------------- | --------------------- |
| 1                                                   | Celui qu'on appelait Porcelet                                                      | 豚足と呼ばれた男                                               | Tonsoku to yoba reta otoko                                                | 5 janvier 2017        |
| 2                                                   | Cendrillon ne se moque pas                                                         | シンデレラは笑わない                                           | Shinderera wa warawanai                                                   | 12 janvier 2017       |
| 3                                                   | Le Spectacle de magie de Yoshino                                                   | 吉乃のマジックショー                                           | Yoshino no majikkushō                                                     | 19 janvier 2017       |
| 4                                                   | Un danger immédiat                                                                 | 今そこにある危機                                               | Ima soko ni aru kiki                                                      | 26 janvier 2017       |
| 5                                                   | Mysterious Cat                                                                     | ミステリアス・キャット                                         | Misuteriasu kyatto                                                        | 2 février 2017        |
| 6                                                   | Chargez ! La pagaille s'invite à la maison                                         | 突撃！お宅訪問戦                                               | Totsugeki! Otaku hōmon-sen                                                | 9 février 2017        |
| 7                                                   | L'Affaire de l'île Tsunade                                                         | 綱手島事件                                                     | Tsunade-jima jiken                                                        | 16 février 2017       |
| 8                                                   | Ce n'est pas toi que je désire                                                     | 君じゃないんだ                                                 | Kimi janai nda                                                            | 23 février 2017       |
| 9                                                   | L'Amour et l'Affection                                                             | 愛とも恋ともいうけれど                                         | Ai tomo koi tomo iukeredo                                                 | 2 mars 2017           |
| 10                                                  | Une rentrée douteuse                                                               | 疑惑の新学期                                                   | Giwaku no shin gakki                                                      | 9 mars 2017           |
| 11                                                  | Blanche-Neige au festival du lycée                                                 | 八坂祭の白雪姫                                                 | Yasaka sai no shirayukihime                                               | 16 mars 2017          |
| 12                                                  | Même si tu y passes, ne lâche pas le micro                                         | 死んでもマイクを手放すな                                       | Shindemo maiku o tebanasuna                                               | 23 mars 2017          |
| OAD                                                 | Seulement pour notre maman À nouveau sur l'île Tsunade. Cendrillon de l'après-midi | うちのママにかぎって 綱手島、ふたたび。 12時を過ぎたシンデレラ | Uchi no mama ni kagitte Tsunade-jima, futatabi. 12-Ji o sugita Shinderera | 27 juillet 2018       |
| Note : Publié avec l'édition limitée du 10e volume. |                                                                                    |                                                                |                                                                           |                       |

Saison 2 : R (2023)
| No | Titre français                                        | Titre japonais                       | Titre japonais                            | Date de 1re diffusion |
| No | Titre français                                        | Kanji                                | Rōmaji                                    | Date de 1re diffusion |
| -- | ----------------------------------------------------- | ------------------------------------ | ----------------------------------------- | --------------------- |
| 1  | La Petite Mademoiselle Parisienne                     | 巴里とオがつくマドモアゼル           | Pari to Oga Tsuku Madomoazeru             | 3 juillet 2023        |
| 2  | La Confession de la Princesse                         | プリンセスの告白                     | Purinsesu no Kokuhaku                     | 10 juillet 2023       |
| 3  | Ils apparaissent quand on s'y attend le moins         | 忘れたころにやってくる               | Wasureta Koro ni Yattekuru                | 17 juillet 2023       |
| 4  | Je ne vais pas tomber amoureux de toi, pied de cochon | あんたなんか好きにならないわよ、豚足 | Anta Nanka Suki ni Naranai wa Yo, Tonsoku | 24 juillet 2023       |
| 5  | Alors nous sommes devenus un couple                   | 彼と、彼女になりまして               | Kare to, Kanojo ni Narimashite            | 31 juillet 2023       |
| 6  | Le deuxième rendez-vous                               | 二度目のデート                       | Nidome no Dēto                            | 7 août 2023           |
| 7  | Cette confession ne sert à rien                       | 言うても詮無き告白ですが             | Yūte mo Sennaki Kokuhaku desu ga          | 14 août 2023          |
| 8  | Il y a des choses que vous ne devriez pas réaliser    | 気づいちゃいけないこともある         | Kizuichaikenai Koto mo Aru                | 21 août 2023          |
| 9  | Saint Valentin regarde                                | 聖バレンタインが見ている             | Kiyoshi Barentain ga Miteiru              | 28 août 2023          |
| 10 | Voile blanc                                           | ホワイトアウト                       | Howaitoauto                               | 4 septembre 2023      |
| 11 | Faites face à vos sentiments                          | 自分の気持ちに向き合って             | Jibun no Kimochi ni Mukiatte              | 11 septembre 2023     |
| 12 | Mort ou amour                                         | 死か愛か                             |                                           | 18 septembre 2023     |

## Localisation
Cette œuvre se déroule majoritairement dans l'est de la préfecture de Tokyo : vers Mitaka et Musashino d'une part et Yokohama de l'autre.

L'école est inspiré de l'école "Kochi Ozu High School".
Des fans ont fait une "Anime map". C'est une carte pour permettre de voir les lieux de l'œuvre en vrai et de réaliser un seichi junrei.

### Œuvres
Édition japonaise
Masamune-kun no Revenge
1. 1 2  (ja) « 政宗くんのリベンジ(1) », sur Ichijinsha (consulté le 28 décembre 2017)
2. 1 2  (ja) « 政宗くんのリベンジ(2) », sur Ichijinsha (consulté le 28 décembre 2017)
3. 1 2  (ja) « 政宗くんのリベンジ(3) », sur Ichijinsha (consulté le 28 décembre 2017)
4. 1 2  (ja) « 政宗くんのリベンジ(4) », sur Ichijinsha (consulté le 28 décembre 2017)
5. 1 2  (ja) « 政宗くんのリベンジ (5) », sur Ichijinsha (consulté le 28 décembre 2017)
6. 1 2  (ja) « 政宗くんのリベンジ (6) », sur Ichijinsha (consulté le 28 décembre 2017)
7. 1 2  (ja) « 政宗くんのリベンジ (7) », sur Ichijinsha (consulté le 28 décembre 2017)
8. 1 2  (ja) « 政宗くんのリベンジ (8) », sur Ichijinsha (consulté le 28 décembre 2017)
9. 1 2  (ja) « 政宗くんのリベンジ (8) 特装版 », sur Ichijinsha (consulté le 28 décembre 2017)
10. 1 2  (ja) « 政宗くんのリベンジ (0) », sur Ichijinsha (consulté le 28 décembre 2017)
11. 1 2  (ja) « 政宗くんのリベンジ (9) », sur Ichijinsha (consulté le 28 décembre 2017)
12. 1 2  (ja) « 政宗くんのリベンジ (9) 特装版 », sur Ichijinsha (consulté le 28 décembre 2017)
13. 1 2  (ja) « 政宗くんのリベンジ (10) », sur Ichijinsha (consulté le 19 juin 2018)
14. 1 2  (ja) « 政宗くんのリベンジ (10) 特装版 », sur Ichijinsha (consulté le 19 juin 2018)
15. 1 2  (ja) « 政宗くんのリベンジ (11) after school », sur Ichijinsha (consulté le 28 avril 2019)
16. 1 2  (ja) « 政宗くんのリベンジ (12) -engagement- », sur Ichijinsha (consulté le 27 juillet 2023)
17. 1 2  (ja) « 政宗くんのリベンジ (13) -engagement- », sur Ichijinsha (consulté le 26 décembre 2023)

Masamune-kun no Re○○○
1. 1 2  (ja) « 政宗くんのリ○○○ », sur Ichijinsha (consulté le 29 janvier 2018)

Édition japonaise
Masamune-kun no Revenge
1. 1 2  « Masamune-kun's Revenge - Tome 01 », sur Meian (consulté le 2 janvier 2021)
2. 1 2  « Masamune-kun's Revenge - Tome 2 », sur Meian (consulté le 2 janvier 2021)
3. 1 2  « Masamune-kun's Revenge - Tome 3 », sur Meian (consulté le 2 janvier 2021)
4. 1 2  « Masamune-kun's Revenge - Tome 4 », sur Meian (consulté le 2 janvier 2021)
5. 1 2  « Masamune-kun's Revenge - Tome 5 », sur Meian (consulté le 7 octobre 2021)
6. 1 2  « Masamune-kun's Revenge - Tome 6 », sur Meian (consulté le 23 décembre 2021)